# WBAL-TV
A WBAL-TV é uma emissora de televisão americana instalada na cidade de Baltimore, no Estado de Maryland. A emissora é afiliada à rede NBC e é sintonizada no Canal 11 digital (ou Canal 11 virtual).
A FCC deu licença ao Canal 2 em maio de 1946. A emissora iniciou as atividades em 27 de outubro de 1947 como emissora independente até afiliar-se à NBC em 1948. Deixou a NBC em 1981 para ser afiliada a CBS, permanecendo a filiação até 1995, onde voltou a filiação com a NBC, permanecendo até então.
Em 2009, depois quase 62 anos no ar, a emissora deixou ser exibida no Canal 2 VHF analógico, devido a transição analógica ao digital iniciada nos Estados Unidos em 1999.